# 石台镇
石台镇，是中华人民共和国安徽省淮北市杜集区下辖的一个乡镇级行政单位。

## 行政区划
石台镇下辖以下地区：
石台矿南村社区、石台矿北村社区、童台社区、学田村、豆庄村、刘庄村、石台村、梧桐村和白顶山村。